# 科格尔霍夫
科格尔霍夫是奥地利施蒂利亚州魏茨县的一个市镇。总面积30.29平方公里，总人口1137人，人口密度37.5人/平方公里（2005年）。